# Língua afar
A língua afar (qafar af), é uma língua cuxítica oriental, majoritariamente falada na Etiópia pelos afares. Porém, ela também é encontrada em outros países da África Oriental, como a Eritreia, Djibuti e Somália, devido à sua presença nas regiões fronteiriças etíopes de Amhara e Somali. Há cerca de 2.365.800 falantes da língua ao total, com 1.862.800 deles localizados na Etiópia.
Na Escala Expandida de Disrupção Intergeracional Graduada (EGIDS), o afar está no nível 2, categorizando-o como um idioma provincial, incorporado na educação, no mercado de trabalho, na mídia de massa e no governo (entre as principais subdivisões administrativas). Assim, pela UNESCO, a língua é considerada ativa.
Para aqueles que não têm o afar como língua nativa, o índice de alfabetização é apenas de 3%, com ensino em escolas primárias e com o acesso do idioma na literatura, no rádio, em vídeos e textos. A parente mais próxima da língua afar é a língua saho

## Etimologia
O termo "afar" ou "qafar af" deriva do grupo étnico que tem o idioma como língua nativa: o povo afar. Ele, por sua vez, recebe esse nome pelo território que ocupa, o "Triângulo de Afar". O Barão Raimondo Franchetti teorizou que o nome era uma alusão ao personagem bíblico Ofir, filho de Joctan e descendente de Noé. Entretanto, o próprio povo afar crê que descende de Cuxe, filho de Cam (filho de Noé), compondo um ramo distinto da árvore genealógica baseada em Gênesis.
Os outros nomes para o idioma também são originados a partir de denominações para o grupo étnico. Por exemplo, "adal" é um nome bastante utilizado em crônicas etíopes amáricas para se referir tanto à população quanto à língua, em alusão ao Sultanato de Adal, que reinou na região até o século XVI.
Algumas designações possuem uma conotação pejorativa, como "danakil" (danā kil). O termo provém do Deserto de Danakil, situado no nordeste da Etiópia, no sul da Eritréia e em boa parte de Djibuti, território habitado pelo povo afar. Em árabe, é o etnônimo de um povo que habitava a região de Beilul e que compôs o Reino de Dankali, dos séculos XV ao XVII. Posteriormente, os árabes generalizaram o nome e atribuíram-no a todo o povo afar que habitava a costa do Mar Vermelho.

## Distribuição

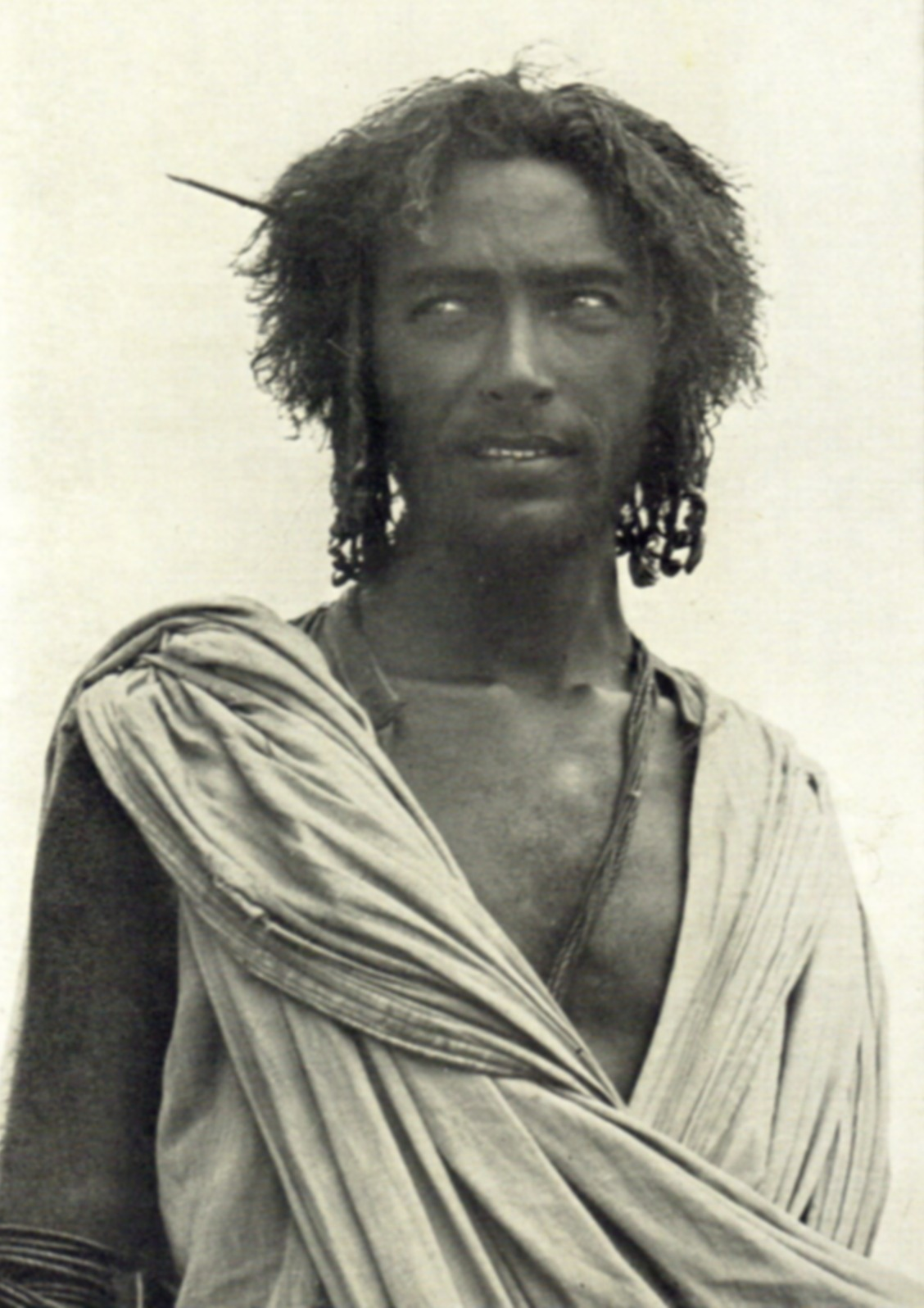
Homem nômade do povo afar

A língua afar é majoritariamente falada na Etiópia: cerca de 1,4% das pessoas da população etíope fala o afar como idioma nativo. No país, ele está presente nas regiões de Tigré, Amhara e Somali. Além disso, a língua é encontrada na Eritreia, no Djibuti, e na Somália, devido ao deslocamento do grupo étnico afar (um povo nômade) para além das fronteiras etíopes. No Djibuti, recebe o título de língua nacional; na Eritreia, é uma língua reconhecida; na Etiópia, é uma língua oficial, incorporada na educação, no mercado de trabalho, na mídia de massa e na administração pública. Devido ao nomadismo, também há indícios de que a língua esteja presente em outros países africanos, entretanto, em escala menor. Já fora do continente africano, há comprovação de uma pequena quantidade de falantes no Reino Unido.
Há quatro principais dialetos do afar: afar setentrional, afar central, aussa e baadu (ba'adu). Cada dialeto possui uma presença nos três países de maior ocupação dos falantes da língua (Etiópia, Eritreia e Djibuti), com exceção ao baadu, cuja concentração documentada está na Etiópia.
Uma forma mais ampla de diferenciar os dialetos do afar é a diferenciação por zona norte e zona sul.
| Diferença                                           | Exemplo sul | Exemplo norte | Tradução             |
| --------------------------------------------------- | ----------- | ------------- | -------------------- |
| frequência de metáteses                             | mafgadá     | mafdagá       | alojamento de escala |
| frequência de metáteses                             | tagrá       | targá         | balde                |
| queda de vogal interconsonantal átona(comum do sul) | assé        | asisé         | eu guardei           |
| queda de vogal interconsonantal átona(comum do sul) | ublé        | ubulé         | eu vi                |

|            | Diferença                                   | Exemplo sul          | Exemplo norte     | Tradução    |
| ---------- | ------------------------------------------- | -------------------- | ----------------- | ----------- |
| Morfologia | morfemas derivados podem diferir            | nammáy → nammeyháytu | nammáy → nammeyyé | (o) segundo |
| Léxico     | a proporção de vocabulário comum supera 70% | barrá                | agboytá           | mulher      |
| Léxico     | a proporção de vocabulário comum supera 70% | ʕárus maʕánɖa        | a aliggé          | padrinho    |

Entretanto, é essencial sinalizar que a diferenciação de dialetos por zona norte e zona sul é baseado em dados antigos, recolhidos na década de 1950.
O afar é semelhante à língua saho e, juntos, os idiomas compõem o subgrupo saho-afar, que pertence ao ramo cuxítico da família afro-asiática. O contato entre esses dois povos se dá pela ocupação do povo saho no sul da Eritreia, visto que o território é rodeado pelos afares ao sul e ao leste.

## História do reconhecimento da língua

Mapa da colonização do povo afar de 1862 a 1936

O povo afar ocupa a mesma região há séculos e, ao longo desse tempo, foi alvo de várias invasões e tentativas de dominação, apesar de habitar uma área muito quente e seca, que desencorajava ataques. Todos os diferentes povos que efetivaram as tentativas de ocupação e colonização tiveram alguma influência linguística no afar. Por exemplo, o árabe clássico, uma língua religiosa, teve um grande papel na conversão de uma parcela da população afar ao islamismo, no século VII. Além disso, ao longo da história colonial africana do século XIX, ainda houve as invasões europeias no Chifre da África, que implantaram colônias italianas na Eritreia, colônias inglesas na Eritreia e Djibuti, e colônias francesas em Djibuti. Por isso, o status da língua afar varia de acordo com os países. 
No Djibuti, a realidade colonial atribuiu ao francês um maior reconhecimento como uma língua que "permite a ascensão social", uma língua da elite. Isso, consequentemente, atribuiu ao afar (que nem sequer é uma língua oficial do país) uma condição de idioma de "segunda classe". Por isso, até os dias atuais, quaisquer manifestações culturais ou linguísticas de valorização da língua são raríssimas e, majoritariamente, dependem de abordagens proativas por parte de indivíduos ou associações militantes para promover o idioma. 
Apesar disso, foi no Djibuti onde nasceu o alfabeto utilizado na escrita do afar. Adaptado do latim, o sistema de escrita foi desenvolvido pela União de Desenvolvimento Cultural (UDC), uma organização que dava voz às aspirações progressivas da juventude djibutiana, na altura em que o país ainda estava caminhando para a independência nacional. Dois membros da UDC, motivados a desenvolver um sistema de escrita para o afar (que, até então, era inexistente), tiveram o espaço para criar, em 1975, o alfabeto Dimis kee Redo, uma adaptação do alfabeto latim, cujo nome é inspirado pelos dois co-autores: Ahmed Abdallah Hamad, conhecido como Dimis, e Gamaladdin Abdulkadir. 
Desde a implementação do alfabeto, a UDC também lançou um programa de alfabetização para falantes nativos dominarem a escrita de sua língua. Apesar disso, para além do programa e de alguns estudiosos dedicados, a escrita afar é rara no ambiente djibutiano, visto que, por mais que seja reconhecido constitucionalmente como uma língua nacional, o afar não goza de um estatuto político particular, e a educação no país continua a ser em francês.

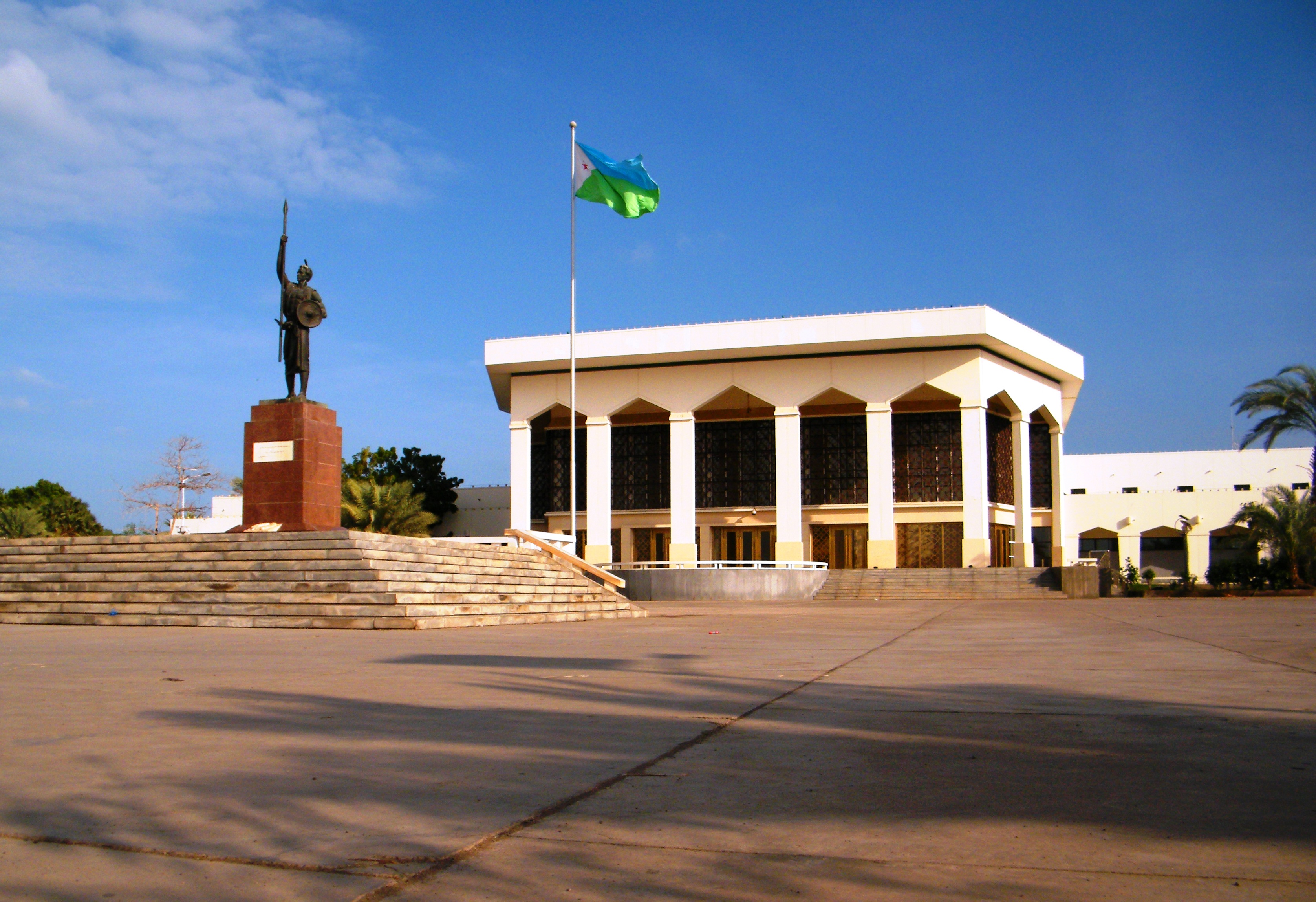
O Palácio do Povo, Djibuti

Quanto aos avanços mais recentes, em 2002 e 2003, foram organizados dois simpósios que reuniram especialistas do afar e do somali (outra língua nacional de Djibuti) para trabalhar na renovação do léxico na comunicação social. No Palácio do Povo, compareceram poetas, jornalistas e linguistas para adaptar o dicionário e consultar sobre o mérito de neologismos.
Em 2002, também foi criado o Instituto de Línguas do Djibuti (ILD), no âmbito do Centro de Estudos e Investigação do Djibuti (CERD), que priorizou a investigação de línguas nacionais. Além disso, em 2008, foram criados cursos introdutórios à linguística do afar e do somali na Universidade do Djibuti, ao nível do terceiro ano de uma licenciatura em literatura moderna.

### História da documentação
O afar é um idioma cuja documentação teve início ao final do século XIX. Uma das primeiras pessoas a fazer registros sobre a língua foi o pesquisador austríaco Leo Reinisch, que, após passar um tempo em Maçuá, cidade na Eritreia, publicou um esboço de gramática e léxico de afar (1886-1887), com base na fala da região.

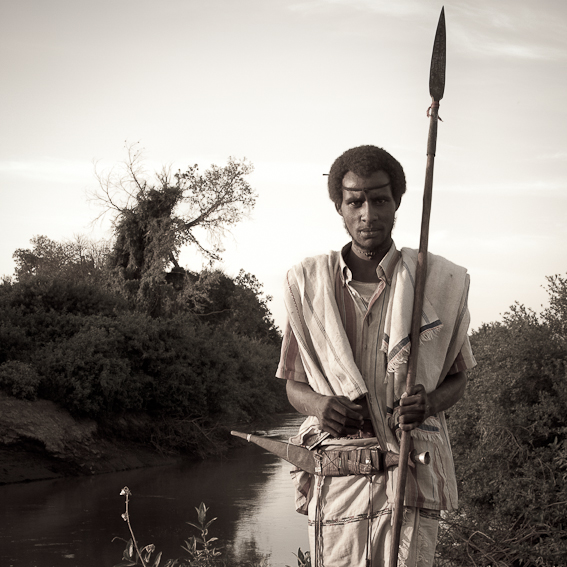
homem afar com vestimentas tradicionais

Em seguida, veio uma onda de ingleses que interessaram-se pelo povo afar, sobretudo com um propósito evangelístico. Há levantamentos da década de 1950 sobre o afar na costa da Eritreia, registrados pelo Padre James Colby, que serviram de base para as pesquisas de Enid Parker em 1957, uma integrante da Missão do Mar Vermelho (Red Sea Mission Team). Tais pesquisas resultaram na publicação de um dicionário, acompanhado por anotações gramaticais (Parker & Hayward, 1985). 
De 1970 a 1995, Parker residiu em Djibuti e, como missionária, realizou pesquisas para publicar livros didáticos e religiosos (tradução do Novo Testamento, provérbios, contos tradicionais). Ainda houve mais pesquisas realizadas no território do povo afar, mas esses artigos e traduções serviram de base para todas as seguintes investigações da língua. Isto, inclusive, pode ser percebido pelo uso das traduções de frases bíblicas, como é nitidamente percebido no livro de Loren F. Bliese, "A generative grammar of afar" (1997), que baseou-se na tradução do Novo Testamento, escrita por Enid Parker.

## Fonologia
A língua afar tem cinco vogais e dezessete consoantes. A ortografia padrão é aquela estabelecida por Ali Arif, antigo presidente do Território Francês dos Afares e Issas (Djibuti), e pela Dra. Enid Parker, enquanto participava do Afar Literature Project, do Instituto de Estudos Etíopes.

### Consoantes
As consoantes da língua afar são listadas abaixo, segundo o IPA:
|             |             | Bilabial | Labiodental | Alveolar | Retroflexa | Palatal | Velar | Faríngea | Glotal |
| ----------- | ----------- | -------- | ----------- | -------- | ---------- | ------- | ----- | -------- | ------ |
| Plosiva     | vozeada     | b        |             | d        | ɖ          |         | ɡ     |          |        |
| Plosiva     | desvozeada  |          |             | t        |            |         | k     |          |        |
| Fricativa   | vozeada     |          |             |          |            |         |       | ʕ        |        |
| Fricativa   | desvozeada  |          | f           | s        |            |         |       | ħ        | h      |
| Nasal       | Nasal       | m        |             | n        |            |         |       |          |        |
| Aproximante | Aproximante | w        |             | l        |            | j       |       |          |        |
| Vibrante    | Vibrante    |          |             | r        |            |         |       |          |        |

Duas consoantes que não são homorgânicas, quando adjacentes uma a outra, possuem um som de transição entre elas, que precede o início da segunda consoante. Essas consoantes homorgânicas são fonemas que possuem o mesmo ponto de articulação, mas se distinguem por traços referentes à sonoridade, por exemplo: /t/ (desvozeado) e /d/ (vozeado). Entre consoantes fricativos e vozeadas, e antes de consoantes vozeadas, esse som é um schwa.
- ab'le (eu vejo) - ao separar os lábios após o "b", um schwa precede o "l".[28]
- bar-'t-e (eu aprendi) - o schwa precede o t.

### Vogais e acento tônico
Cada vogal tem a sua versão curta e alongada. As vogais longas são indicadas pela repetição da letra: aa [aː], ee [eː], ii [iː], oo [oː], uu [uː]. 
|             | Anterior | Central | Posterior |
| ----------- | -------- | ------- | --------- |
| Fechada     | i iː     |         | u uː      |
| Semifechada | e eː     |         | o oː      |
| Semiaberta  |          |         | ʌ         |
| Aberta      |          | aː      |           |

Ao final das palavras, há algumas diferenças suprassegmentais que determinam se a frase é afirmativa, negativa ou interrogativa:
- As vogais finais dos verbos nas frases afirmativas são aspiradas (e tônicas), por exemplo: abeh = /aˈbeʰ/ Ele fez.
- As vogais finais dos verbos nas frases negativas não são aspiradas (nem tônicas), por exemplo: maabinna = /ˈmaabinna/ Ele não fez.
- As vogais finais dos verbos nas frases interrogativas são alongadas (e tônicas), por exemplo: abee? = /aˈbeː/ Ele fez?

### Fonotática
Há oito esquemas silábicos registrados: V(V)(C) e CV(V)(C). Uma exceção é o grupo de três consoantes -str-.
As estruturas silábicas mais comuns são:
1. Vogal inicial/consoante final (#V, C#)
C V C V → an
2. Vogal longa (Vː)
C V C V → baa
3. Encontro consonantal (CC)
C V C V C V→ akta
4. Consoante geminada (Cː)
C V C V C V→ otto

Outras estruturas silábicas são:
|      | Exemplo | Tradução                  |
| ---- | ------- | ------------------------- |
| V    | á.gal   | roupas de luto (mulheres) |
| VV   | aa.kó   | grito de dor (cabras)     |
| VVC  | oob.bá  | audição                   |
| CV   | ɖá.lu   | resultado                 |
| CVC  | dig.ló  | fratura                   |
| CVVC | saar    | garrafa d'água            |

## Ortografia
A ortografia afar faz uso de uma adaptação do alfabeto latino, que adapta grafemas latinos cujas unidades sonoras não existem no afar, para indicar fonemas afares que não possuem representação gráfica no latino.
- O grafema "c" representa a fricativa faríngea desvozeada (ħ).
- o grafema "q" representa a fricativa faríngea vozeada (ʕ).
- O grafema "x" representa a plosiva retroflexa vozeada (ɖ).

Esse alfabeto foi estabelecido em 1975 por dois jovens membros da União para Desenvolvimento Cultural (UDC), Ahmed Abdallah Hamad, conhecido como Dimis, e Gamaladdin Abdulkadir. Após a implementação desse alfabeto, a UDC lançou um programa de alfabetização para falantes nativos dominarem a escrita da língua afar.
- A escrita do idioma pelo alfabeto latino está em vigor na Etiópia, onde é mais usada;
- No Djibuti, o afar escrito é raro;
- Na Eritreia, pode ser utilizado tanto o alfabeto latino quanto a escrita ge'ez.[3]

| Letra     | Fonema | Pronúncia                     |
| --------- | ------ | ----------------------------- |
| a         | /ʌ/    | up (em inglês)                |
| a (longo) | /aː/   | paz                           |
| b         | /b/    | boca                          |
| c         | /ħ/    | rio                           |
| d         | /d/    | dor                           |
| e         | /e/    | mês                           |
| f         | /f/    | festa                         |
| g         | /g/    | galo                          |
| h         | /h/    | terra                         |
| i         | /i/    | ilha                          |
| j         | /j/    | raio                          |
| k         | /k/    | canto                         |
| l         | /l/    | limpo                         |
| m         | /m/    | calma                         |
| n         | /n/    | noite                         |
| o         | /o/    | dois                          |
| q         | /ʕ/    | rad (aproximante em holandês) |
| r         | /r/    | perro (em espanhol)           |
| s         | /s/    | som                           |
| t         | /t/    | total                         |
| u         | /u/    | uva                           |
| w         | /w/    | quase                         |
| x         | /ɖ/    | nord (em sueco)               |

## Gramática

### Pronomes
No afar, há pronomes pessoais, possessivos, anafóricos, interrogativos e demonstrativos. 

#### Pessoais
Os pronomes pessoais são obrigatórios na primeira e segunda pessoa, mas são facultativos na terceira pessoa para substituir substantivos. Esses pronomes no caso nominativo, acusativo e genitivo são:
|                                  | Nominativo | Acusativo     | Genitivo |
| -------------------------------- | ---------- | ------------- | -------- |
| Primeira pessoa (singular)       | a'nu       | 'yoo          | 'yi      |
| Segunda pessoa (singular)        | a'tu       | 'koo          | 'ku      |
| Terceira pessoa (masc./singular) | 'usuk      | 'kaa          | 'kay     |
| Terceira pessoa (fem./singular)  | 'is        | 'tet ('teeti) | 'tet     |
| Primeira pessoa (pl.)            | na'nu      | 'nee          | 'ni      |
| Segunda pessoa (pl.)             | 'isin      | 'sin ('siini) | 'sin     |
| Terceira pessoa (pl.)            | 'oson      | 'ken ('keeni) | 'ken     |

Os pronomes adotam a mesma forma no caso nominativo e genitivo.
O nominativo é utilizado quando o pronome for sujeito, o genitivo quando for um modificador verbal, e o acusativo quando for objeto direto ou objeto de uma adposição.
Os pronomes 'teeti (ela), 'siini (você) e 'keeni (eles/elas) são distintos por possuírem vogais longas. Eles são empregadas nas frases em que estão no final do predicado ou em que precedem uma adposição clítica:
- 'is 'nee 'siini-ih bah-'t-e (ela nos trouxe a vocês)

#### Possessivos
Os pronomes possessivos são compostos pelos termos "im" (forma curta) e "iimi" (forma longa), precedidos pelo determinante do possessivo. Etimologicamente, é possível reconhecer, nessas formas, o reflexo de um antigo nome que significa "coisa". Nessa forma gramaticalizada,  o (i)m se refere ao objeto de posse: "minha coisa", "sua coisa". Alguns exemplos básicos de uso do pronome possessivo:
1. úsuk yi gáala gorrisá
3S POS.DET camelo-PL procurar-GER 
ele está procurando meus camelos.
2. úsuk yim gorrisá
3S POS.PR procurar-GER
ele está procurando o meu.

Quando o pronome for predicativo do sujeito, ele assume a forma longa:
- kálam yiimí
caneta POS.PR
A caneta (é) minha.

A forma longa também é utilizada quando uma posposição marcar a função do pronome.
Os pronomes possessivos podem ser omitidos e, nesse caso, o nome é repetido na forma determinada pelo possessivo.
- gaalí sin gáala os camelos são seus camelos

As formas mais "polidas" fazem uso da repetição.
- buɖá ku buɖá você está em casa, fique confortável (literal: a casa é a sua casa)

| Pessoa           | Singular                        | Plural          |
| ---------------- | ------------------------------- | --------------- |
| 1ª               | yim / yiimí                     | nim / niimí     |
| 2ª               | kum / kuumú                     | siním / siniimí |
| 3ª masc. 3ª fem. | kayím / kayiimí tetím / tetiimí | kením / keniimí |

#### Anafóricos
Os pronomes anafóricos são aqueles que retomam o sujeito da frase ou do contexto, podendo até substituir pronomes possessivos. Não há distinção entre a segunda e a terceira pessoa: no singular, ambos são 'isi (genitivo) ou 'is (independente). 
| Pessoa | Singular           | Plural |
| ------ | ------------------ | ------ |
| 1ª     | 'inni              | 'ninni |
| 2ª     | 'is ('isi no gen.) | 'sinni |
| 3ª     | 'is ('isi no gen.) | 'sinni |

Exemplos:
1. 'isi 'nabsi kixi'n-a 'num 'is bay-'s-a
dele corpo amar-ele homem isto perder-ele (causativo, imperfeito)
quem ama seu corpo, se perde.
2. 'sinni ki'tab ik'riy-a
seu livro ler (pl.)
leia o seu livro.

#### Interrogativos
Os pronomes interrogativos são aqueles que indicam perguntas. O principal pronome é o ma'xa (o quê?) para os casos nominativo e acusativo. 
1. ma'xa rad-'d-e
o que caiu (perfeito)
o que caiu?
2. 'usuk ma'xa iy-'y-e
ele o que disse-ele (perfeito)
o que ele disse?

Algumas expressões básicas formadas pelo pronome com posposições:
1. ma'xa-h por quê?
2. ma'xa-h esser'te por que você perguntou?
3. ma'xa-t pelo quê?
4. ma'xa-l em quê?

No caso genitivo, são empregadas diferentes variações do ma'xa:
- 'ma o quê?  → 'ma lo'co t-amaa'te-(ê) que dia você vem?
- 'ma-naah ou 'ma-nni wac'di como? →  a'tu num'ma 'sin fa'ke-l-e 'ma-nnah 'ne-k it-'t-a como você diz a nós, "a verdade te libertará"?
- an'ni onde? → an'ni  'gabu-l t-a-'ni onde ela está?
- 'iyya ou 'miyya quem? → 'iyya t-ab'le (-ê) quem você vê?

#### Demonstrativos
Os pronomes demonstrativos são utilizados para apontar a relação de distância (lugar e tempo) entre o nome ao qual se referem e as pessoas do discurso.
| Distância         | Pronome | Significado     | Exemplo (frase)  | Tradução                       |
| ----------------- | ------- | --------------- | ---------------- | ------------------------------ |
| Próximo           | 'ah     | este, estes     | 'ah t-emee'te    | esta veio                      |
| Um pouco distante | a'mah   | esse, esses     | a'mah-ah ruu'b-e | ele mandou/eu mandei para essa |
| Distante          | 'woh    | aquele, aqueles | 'woh t-ay'se     | aquela é melhor                |

### Substantivos
Em afar, os substantivos são subdivididos em três grupos de acordo com a sua morfologia: substantivos com final de vogal acentuada, substantivos com final de vogal átona e substantivos com final de consoante. 
Final de vogal acentuada: substantivos femininos. Há apenas duas exceções, que são masculinos: abbá (pai) e kataysá (amigo).
- Ex: barrá mulher

Final de vogal átona: substantivos masculinos. O acento é na penúltima sílaba.
- Ex: áwka menino

Final de consoante: substantivos majoritariamente masculinos, acentuados ou na penúltima ou na última vogal. Esses substantivos podem ter duas formas: uma curta e uma longa.
1. Forma curta: utilizada quando o substantivo estiver na posição de sujeito, objeto ou determinante em um sintagma genitivo.
  - dánan lée=h arká. → dánan (burro)
burro (sujeito) + água (posposição) + ir ao poço d'água (imperfeito).
O burro está indo ao poço d'água.
  - dígib seefá. → dígib (casamento)
casamento (genitivo) + distribuição de comida.
Comida de casamento.
  - wadár wagtá. → wadár (cabras)
cabras + criar (primeira pessoa do singular, imperfeito).
Eu crio as cabras.
2. Forma longa: utilizada quando o substantivo funcionar como um circunstancial ou predicado da frase nominal e quando o foco estiver no substantivo. Nesta forma, sempre há uma terminação de vogal (exclusivamente "a","i" ou "u").
  - gulúbu=k biyaakitá=ah kos-iyyá → gulúb (forma curta de "joelho")
joelho (forma longa, posposição) + estar doente (terceira pessoa, singular, imperfeito) + claudicação.
Seu joelho dói e ele manca.
  - áh kabéeli → kabél (forma curta de "sapato)
pronome demonstrativo + sapato (forma longa, predicado da frase nominal)
Estes (são) os sapatos.

### Verbos
Em algumas línguas afro-asiáticas, o sistema verbal segue uma dicotomia de realizado e não-realizado (os aspectos perfeito e imperfeito, respectivamente), que se expande em um sistema temporal e modal que faz uso de verbos auxiliares.
Na língua afar, é possível separar os verbos em três tipos: tipo I e II, que se diferenciam apenas por questões morfológicas, e tipo III, caracterizado por alguma inflexão defeituosa à sua especificidade semântica. Qualquer verbo está sujeito a derivação por afixação de morfemas.
Verbos tipo I: 
- pessoa / -aspecto / -radical / -é / número.

Verbos tipo II: 
- radical / -pessoa / -aspecto;
- imperfeito / radical / -pessoa / -á / -número;
- perfeito / radical / -pessoa / -é / número.

Verbos tipo III
- radical / pessoa / número.

#### Pessoa, número e gênero.
Os indicadores de pessoa (IP) podem ser sufixos ou prefixos, enquanto os indicadores de número (IN) sempre serão sufixos. A distinção por gênero é apenas significante nos verbos de terceira pessoa no singular, apesar de, nas línguas da família afro-asiática, essa diferenciação ser comum para verbos na segunda pessoa e no plural da terceira pessoa.
- t-ek'ke (ela se tornou)
- y-ek'ke (ele se tornou)

| Pessoa     | IP         | IP        | IP       | IN                |
| ---------- | ---------- | --------- | -------- | ----------------- |
| Tipos      | tipo I     | tipo II   | tipo III | tipos I, II e III |
| 1ª (sing.) | *          | *         | -y       | *                 |
| 1ª (pl.)   | n-         | -n        | -n       | *                 |
| 2ª (sing.) | t-         | -t        | -t       | *                 |
| 2ª (pl.)   | t-         | -t        | -t       | -n/VnV            |
| 3ª (sing.) | y- (masc.) | *         | *        | *                 |
| 3ª (sing.) | t- (fem.)  | -t (fem.) | *        | *                 |
| 3ª (pl.)   | y-         | *         | *        | -n/VnV            |

#### Derivação
A derivação simples pode ser realizada pela afixação de um morfema ou pela repetição (completa ou parcial) da base do verbo. 
Neste primeiro caso, há seis morfemas que operam sobre uma base verbal simples:
| Morfema         | Significado  | Formas          | Exemplo |
| --------------- | ------------ | --------------- | --- |
| /m/             | voz passiva  | -m-             | udulumé tratar injustamente → umdullumé ser tratado injustamente. |
| /m/             | voz passiva  | -(i)im-         | seeħé chamar → seeħimé ser chamado. |
| /oowé/          | incoativo    | *               | ʕasá ser vermelho → ʕassoowé ficar vermelho |
| v- (a-, e-, o-) | incoativo    | *               | kaɖɖá ser velho → ekeɖɖé/akaɖɖé envelhecer |
| /s/             | autobenéfico | -s-             | uskuté ungir → /usskuté/ ungir para si mesmo→ [ussukuté] |
| /s/             | causativo    | -s- -is- -siis- | ugdubé cumprir → /usgdubé/ fazer cumprir → [usgudubé] eleelé alcançar → eleelisé fazer atender ħabé deixar → ħabsiisé fazer deixar                                   |
| /y/             | causativo    | *               | isillimé sair são e salvo → iysillimé salvar |
| /t/             | autobenéfico | -t- -tt- -it-   | iɖħiɖé costurar → /i=t-ɖiħiɖɖé/ costurar para si mesmo→ [iɖɖiħiɖɖé] eeɖegé conhecer → etteeɖegé conhecer por si mesmo alaysé assar → alaysité cozinhar para si mesmo |

A posição do morfema depende do tipo de verbo ao qual está ligado e não possui impacto semântico nem sintático. Alguns morfemas derivados têm papel sintático ao modificar a valência do verbo, mas também independe de sua posição.
Também existem quatro morfemas complexos, compostos por dois morfemas simples. Eles dizem respeito aos verbos do tipo I e do tipo II.
| Morfema   | Significado                                        | Exemplo                                                               |
| --------- | -------------------------------------------------- | --------------------------------------------------------------------- |
| -ys-      | causativo do incoativo (verbos de cor e qualidade) | ʕaddoowé embranquecer → / ʕaddoowysé/ fazer ficar branco → [ʕaddoysé] |
| -vt-      | incoativo                                          | ɖeerí ser alto → /et-ɖeeré/ crescer → [eɖɖeeré]                       |
| -mt- [nt] | voz passiva                                        | oobbé ouvir → /omtobbé/ ser ouvido → [ontobbé]                        |
| -assit-   | fortemente autobenéfico                            | yaabé falar → yabbaasité falar por seu próprio interesse              |

A derivação de um verbo também pode se dar pela repetição (total ou parcial) da base verbal, de acordo com o tipo verbal.Essa construção é utilizada para expressar uma ação que se repete ao longo do tempo em intervalos irregulares. Para verbos do tipo III que expressam qualidade ou estado, essa estrutura atenua o significado original. 
Tipo I (repetição parcial): verbo → primeira sílaba (VC) + -am- + verbo. Por exemplo:
- oogoré acertar → /oʕ-am-ooʕobé/ acertar às vezes → [oʕamooʕobé]

Tipo II e III (repetição total):  verbo → base verbal + -am- + verbo. Por exemplo:
- geɖé andar → /geɖ-am-geɖé/ andar às vezes → [geɖamgeɖé]
- ʕasá  ser vermelho → /ʕas-am-ʕasá/ ser avermelhado →  [ʕasamʕasá]

#### Aspecto e tempo
O aspecto dos verbos regulares segue a dicotomia de perfeito e imperfeito.
Perfeito: é utilizado para indicar ações que já foram finalizadas. Os verbos são caracterizados pelo sufixo -'ee. Este perde a tonicidade quando sucedido pelo sufixo plural tônico -n'V e é reduzido quando encontra-se ao fim da palavra. Por exemplo:
- sool-ee-'ni (eles ficaram);
- mak-t-ee-'ni (você virou);
- ab-'t-e (você/ela fez).

A estrutura das orações negativas com verbos no aspecto perfeito é formada pelo prefixo 'ma- (reduzido quando preceder vogais em sílabas fechadas) e pelo sufixo -in'na, adjunto ao verbo no infinitivo. Por exemplo:
- 'ma-fak-in'n-a (ele/ela não abriu);
- 'm-akm-inn-i'yo (eu não comi).

Imperfeito: indica ações incompletas ou que ainda estão transcorrendo. Os verbos são caracterizados pelo sufixo -'aa, que também perde a tonicidade quando precede o sufixo plural tônico -n'V e é reduzido quando encontra-se em sílabas fechadas. Por exemplo:
- ab-t-aa-'na (você faz);
- rab-aa-'na (você morre).

As orações negativas com verbos no aspecto imperfeito são formadas pela radical imperfeita e o prefixo 'ma-. As vogais são reduzidas quando sucedidas por duas consoantes, e a vogal final da palavra é -'aa. Por exemplo:
- 'ma-ra'd-a (não cai);
- 'm-aggi'f-a (eu não mato).

Presente imperfeito: Ação contínua do presente. Formação → verbo (sufixo -'oo).
1. dagi'y-o eu sou pequeno.

Presente perfeito: Ação concluída recentemente. Formação → verbo perfeito [-h] + verbo auxiliar "an" (imperfeito).
1. ko'r-e-h an('i) eu subi;
2. ob-t-ee-'ni-h t-ani(i)-n('i) vocês desceram.

Progressivo do presente: Indica a locução verbal "estar fazendo". Formação → verbo imperfeito [-h] + verbo auxiliar "en".
1. ɖintá=h an eu estou dormindo.

Imediato: Aquilo que está prestes a acontecer. Formação → verbo no subjuntivo (paroxítona e sufixo -u) + verbo auxiliar "way".
1. 'yoo 'xat-t-u way-'t-a-â você está prestes a me ajudar?
2. 'isin ob-'t-oo-n-u way-t-aa-'na vocês estão prestes a descer.

Futuro: Ações que ainda não ocorreram. Formação → verbo no infinitivo (partícula 'e) + verbo auxiliar "le".
1. xa'b-e li'yo eu vou sair;
2. xa'b-e le ele/ela vai sair.

As orações negativas no futuro seguem uma estrutura distinta apenas na forma de pergunta. Em outros casos, a construção das orações de negação no aspecto imperfeito também servem para as frases no futuro.
1. doo'r-e 'ma-ntu-û você não vai escolher?
2. doo'r-e 'ma-li-î ele/ela não vai escolher?.

Futuro perfeito: Ação que estará concluída em determinado momento do futuro. Formação → particípio do verbo + verbo auxiliar "sug" (futuro).
- Obs: Exclusivo dos dialetos setentrionais. O dialeto Aussa não faz uso dessa construção, então o verbo "sug" é interpretado com seu significado original, "esperar", ao invés de "terá".

1. inaaci't-e-h su'ge-l-e ele terá deitado (dialeto setentrional);
2. inaaci't-e-h su'ge-l-e tendo se deitado, ele esperará (dialeto aussa).

 Futuro contínuo: Ação que estará ocorrendo no futuro. Formação → particípio contínuo do verbo + verbo auxiliar "sug". 
- Obs: Exclusivo dos dialetos setentrionais.

1. is gor'ris-ak su'ge-l-e ela estará pesquisando
2. 'oson a'katta 'gin-ak su'ge-l-on eles estarão trançando corda

Pretérito perfeito: Ação que ocorreu no passado antes de uma outra ação. Formação → verbo [-h] + verbo auxiliar "sug" ou "en".
- Obs: "sug" e "en" são verbos que perdem o seu significado original ("esperar" e "ser", respectivamente) e tornam-se indicadores do tempo verbal. No dialeto aussa, o "sug" é mais utilzado, entretanto, ambos estão corretos.

1. gaxis-'s-e-h suk-'t-e você/ela tinha atendido;
2. rab-t-ee-'ni-h suk-t-ee-'ni vocês tinham morrido.

Pretérito contínuo: Ação que ainda está ou estava ocorrendo. Formação → verbo no infinitivo (paroxítona e sufixo -uk) + verbo auxiliar "sug" ou "en".
1. 'oson 'dag-ak sug-ee-'ni ela estava sofrendo;
2. 'isin ak'kac-uk suk-t-ee-'ni eles estavam cavando.

Pretérito imediato: Algo que estava prestes a ocorrer. Formação → verbo no imediato + verbo auxiliar "en".
- Obs: O auxiliar no tempo imediato, "way", torna-se "waak".

1. 'kaa t-ays-a'xaw-u 'w-aa-k t-e'ne-m era ele quem estava prestes a entregá-lo.

|                         | Formato                                             | Exemplo                                                                      |
| ----------------------- | --------------------------------------------------- | ---------------------------------------------------------------------------- |
| Presente imperfeito     | verbo (sufixo -'oo)                                 | dagi'y-o eu sou pequeno                                                      |
| Presente perfeito       | verbo perfeito [-h] + auxiliar imperfeito "an"      | ko'r-e-h an('i) eu subi                                                      |
| Progressivo do presente | verbo imperfeito [-h] + auxiliar "en"               | ɖintá=h an eu estou dormindo                                                 |
| Imediato                | verbo subjuntivo (sufixo -u) + auxiliar "way"       | 'yoo 'xat-t-u way-'t-a-â você está prestes a me ajudar?                      |
| Futuro                  | verbo infinitivo (partícula 'e) + auxiliar "le"     | xa'b-e li'yo eu vou sair                                                     |
| Futuro perfeito         | particípio do verbo + auxiliar "sug"                | inaaci't-e-h su'ge-l-e ele terá deitado                                      |
| Futuro contínuo         | particípio contínuo do verbo + auxiliar "sug"       | is gor'ris-ak su'ge-l-e ela estará pesquisando                               |
| Pretérito perfeito      | verbo [-h] + verbo auxiliar "sug"/"en"              | gaxis-'s-e-h suk-'t-e você/ela tinha atendido                                |
| Pretérito contínuo      | verbo infinitivo (sufixo -uk) + auxiliar "sug"/"en" | 'oson 'dag-ak sug-ee-'ni ela estava sofrendo                                 |
| Pretérito imediato      | verbo imediato + auxiliar "en"                      | 'kaa t-ays-a'xaw-u 'w-aa-k t-e'ne-m era ele quem estava prestes a entregá-lo |

#### Modo
Na língua afar, é possível identificar cinco modos verbais: imperativo, optativo, obrigatório, subjuntivo e consultivo.
Imperativo: utilizado apenas na segunda pessoa. Pode exprimir uma ordem, uma recomendação ou um conselho.
- No singular, assume a forma curta do verbo, reduzida ao radical.
- No plural, é formado pela sufixação de -á.

Optativo: utilizado apenas na terceira pessoa. A forma verbal exprime um desejo, uma oração e é sempre acentuada na penúltima sílaba.
- No singular, formado pela base verbal e o sufixo -ay.
- No plural, formado pela base verbal e o sufixo -oonay.

Obrigatório:  a forma verbal pode ser traduzida pela expressão impessoal "é preciso".
- No singular, é formado pelo verbo no aspecto imperfeito e o sufixo -amá ou -eemí.
- No plural, é formado pelo verbo no aspecto imperfeito e o sufixo -aanamá ou -eenimí.

Subjuntivo: na língua afar, indica uma incerteza. O verbo é sempre acentuado na penúltima sílaba.
- Admite as inflexões padrão por pessoa e número, mas sempre tem um final invariável em -u(h).

Consultivo: é sempre interrogativo e expressa a solicitação de uma ordem, conselho ou permissão.
- Tanto no singular quanto no plural, assume o verbo reduzido ao radical e conjugado de acordo com o aspecto imperfeito.
- A vogal final será "óo", exceto quando o verbo for precedido pela partícula interrogativa "máay".

| Modo        | Pessoa | Verbo exemplar    | Singular                               | Plural                                     |
| ----------- | ------ | ----------------- | -------------------------------------- | ------------------------------------------ |
| Imperativo  | 2ª     | geɖé sair         | (atú) geɖ (você) saia!                 | (ísin) geɖá vocês saiam!                   |
| Optativo    | 3ª     | rabé morrer       | rábay que ele morra!                   | rabóonay que eles morram!                  |
| Obrigatório | 1ª     | ifiilé escolher   | afiileemí é preciso que eu escolha     | n-afiileemí é preciso que nós ecolhamos    |
| Obrigatório | 2ª     | ifiilé escolher   | t-afiileemí é preciso que você escolha | t-afiileenimí é preciso que vocês escolham |
| Obrigatório | 3ª     | ifiilé escolher   | y-afiileemí é preciso que ele escolha  | y-afiileenimí é preciso que eles escolham  |
| Subjuntivo  | 1ª     | usguudé decapitar | asgúudu(h) que eu decapite             | n-asguudu(h) que nós decapitemos           |
| Subjuntivo  | 2ª     | usguudé decapitar | t-asguudu(h) que você decapite         | t-asguudóonu(h) que vocês decapitem        |
| Subjuntivo  | 3ª     | usguudé decapitar | y-asguudu(h) que ele decapite          | y-asguudóonu(h) que eles decapitem         |
| Consultivo  | 1ª     | yaabé falar       | yaabóo eu devo falar?                  | yabnóo nós devemos falar?                  |

### Sentença
Como em muitas línguas afro-asiáticas, em afar, o predicado pode ser um verbo, um substantivo ou uma frase nominal.

#### Ordem de frase e alinhamento
A ordem de frase básica da língua afar, como a maioria das línguas afro-asiáticas, é SOV, ou seja, sujeito-objeto-verbo.
Frase nominal: Sujeito (substantivo, pronome ou frase nominal) + predicado (substantivo).
- úsuk agíru ele (é), um corajoso.

Frase verbal simples:
Objeto direto: sujeito-objeto-verbo → úsuk gáala yayloolé ele pasta os camelos.
Objeto indireto: sujeito-objeto-predicado verbal → nanú yallá=l naaminé nós acreditamos em Deus.

## Vocabulário

### Artigo 1 da Declaração universal dos direitos humanos
Texto na língua afar: Karaamat kee garwawagittaamal seehada inkih gide akkuk, currik taabuke. Usun kas kee cissi loonuuh, keenik mariiy mara lih toobokinni kasat gexsitam faxximta.
Tradução: Todos os seres humanos nascem livres e iguais em dignidade e em direitos. Dotados de razão e de consciência, devem agir uns para com os outros em espírito de fraternidade.